# Boris Kusnezow
Boris Kusnezow (Moskou, 1985) is een Russisch-Duitse klassieke pianist.

## Biografie
Boris Kusnezow begon op z'n vijfde piano te spelen en studeerde aan de Gnessin Academie in Moskou. Toen hij acht was, verhuisde hij met z'n ouders naar Duitsland. Vanaf 1998 studeerde hij aan de Hochschule für Musik, Theater und Medien in Hannover bij Heidi Koehler en vanaf 2004 bij Bernd Goetzke. Tegelijkertijd rondde hij zijn opleiding af met een cursus liedbegeleiding van Jan Philip Schulze.
In maart 2009 won hij de Erika Claussen-Preis voor beste pianobegeleiding in de Deutscher Musikwettbewerb. Violiste Byol Kang won de eerste prijs in haar categorie en de twee besloten om samen te werken. Het duo trad op tijdens de 54e Bundesauswahl Konzerte Junger Künstler, een concertreeks voor jonge kunstenaars. Niet lang daarna mochten ze optreden in Carnegie Hall in New York. Vanaf 2012 tot 2015 kregen ze een beurs van het Borletti-Buitoni Trust.
Kusnezow trad op in het Mariinskytheater in St. Petersburg, de Kioi-Hall in Tokio, het Gasteig centrum en het Prinzregententheater in München, de Laeiszhalle in Hamburg, de Berliner Philharmonie en het Konzerthaus Berlin.
Kusnezow wordt vaak gevraagd als begeleider bij belangrijke muziekwedstrijden, zoals de ARD-Wettbewerb München, Joseph-Joachim-Wettbewerb Hannover en de Koningin Elisabethwedstrijd in Brussel.
Naast concertpianist is Kusnezow voornamelijk lesgever. Sinds 2011 organiseert hij piano masterclasses in het kasteel van Bückeburg. Daarnaast engageert hij zich voor de Loewe Stiftung op het vlak van muziekeducatie. Hij geeft ook les aan de Hochschule für Musik, Theater und Medien in Hannover en aan de Hochschule für Musik Hanns Eisler in Berlijn. Sinds oktober 2020 is hij professor kamermuziek aan de Hochschule für Musik und Theater Felix Mendelssohn Bartholdy in Leipzig.
Op 16 oktober 2020 verving hij samen met bariton Samuel Hasselhorn het geplande optreden van Brits pianist Graham Johnson in deSingel in Antwerpen, toen die laatste zich genoodzaakt zag zijn reis naar België te schrappen omwille van de COVID-19 maatregelen. Het duo Kusnezow-Hasselhorn bracht een programma van Schumann liederen.

## Onderscheidingen
- Naast de Erika Claussen-Preis won hij in 2009 de 2e prijs in de Kissinger Piano Olympics[12] en het Internationalen Wettbewerb Concours Grieg in Oslo.
- Hij ontving studiebeurzen van de Deutsche Stiftung Musikleben,[13] de Studienstiftung des Deutschen Volkes, de Oscar & Vera Ritter Stiftung, de Robert Bosch Foundation en de Yehudi Menuhin Live Music Now Foundation.[14]
- Hij ontving de eerste prijs op het Steinway-Wettbewerbe Berlin und Hamburg en op de Concorso Musicale Internazionale "Riviera del Conero" in Italië.
- In 2011 kreeg hij de 1e Preise Paula-Salomon-Lindberg-Wettbewerb in Berlijn.
- In 2000 won hij de Encouragement Award van de Internationaler Klavierwettbewerb Ettlingen.[15]